# Йонъян
Йонъя́н (кор. 영양군?, 英陽郡?, Yeongyang-gun) — уезд в провинции Кёнсан-Пукто, Южная Корея. Наряду с уездом Индже, в Йонъяне самая низкая плотность населения среди всех крупных муниципальных образований (статуса ку, ып, си и кун) в Южной Корее.

## История
Поселения на месте современного уезда существовали со времён государства Силла. Именно в поздние годы существования Силла появляется название Йонъян. В эпоху династии Корё Йонъян входит в состав Еджубу, а в 1179 году название Йонъян возвращается. В эпоху династии Чосон Йонъян входил в состав Йонхэбу (1413—1683), после чего получил статус хён и опять стал отдельной административной единицей. В 1895 году Йонъяну был окончательно присвоен статус уезда (кун).

## География
Йонъян расположен в северо-восточной части провинции Кёнсан-Пукто. Граничит на севере — с Понхва и Ульджином, на западе — с Андоном, на юге — с Чхонсоном и на востоке — с Йондоком. Ландшафт преимущественно гористый, сформирован восточными отрогами хребта Тхэбэксан.

## Экономика
Главной отраслью экономики Йонъяна является сельское хозяйство. Основной продукт — красный перец. Считается, что в Йонъяне растёт лучший перец в стране. Из других отраслей сельского хозяйства развито выращивание фруктов, в частности груш, яблок, винограда и других. Также на территории уезда имеются залежи магнезита. Бюджет уезда на 2005 год составил 97 млрд вон (ок. 80 млн долларов).

## Культура
Уезд богат литературными традициями, здесь расположен литературный центр «Квансан». В узде жило и творило несколько известных корейских литераторов. Также на территории уезда есть горный музей, в котором выставлены традиционные предметы быта корейцев, живущих в горах, а также различные предметы, найденные в результате археологических раскопок на территории уезда. Всего в этом музее выставлено более 200 экспонатов. Существуют планы расширения музея и придания ему общегосударственного значения.

## Туризм и достопримечательности
В Йонъяне имеется множество природных и созданных человеком достопримечательностей, в частности:
- Горные долина Суха, Понсин и Самый — живописные места в горах Тхэбэксан, ежегодно привлекающие множество туристов из окрестных районов.
- Гора Ирвольсан, с которой открывается вид на Японское море. По склонам горы проложено несколько туристических маршрутов для любителей горных прогулок. Ирвольсан считался священным местом у последоваталей традиционных корейских верований, таких как культа поклонения предкам и корейского шаманизма. Название горы переводится с корейского языка как «гора Луны и Солнца».
- На территории уезда расположен ряд охраняемых государством памятников истории, один из которых входит в список Национальных сокровищ Кореи.[2]

## Символы
Официальные символы уезда:
- Цветок: пион — олицетворяет непрерывное процветание уезда и надежду на то, что в Йонъяне будут появляться талантливая молодёжь.
- Дерево: сосна — это дерево является самым распространённым в лесах на территории уезда и олицетворяет вдохновение, предназначенное для жителей.
- Птица: сорока — символ удачи.
- Маскоты: Хэдорён и Тальнанджа — олицетворение Солнца и Луны, перчинка Ккоми и Нами Чангун — персонификация народного корейского воеводы Нами.

## Города-побратимы
Йонъян является городом-побратимом следующих городов:
- Кандонгу, Сеул, Республика Корея
- Ынпхёнгу, Сеул, Республика Корея